# Les Podewell
Les Podewell (Chicago, Illinois, 26 de mayo de 1907-Evanston, Illinois, 19 de noviembre de 1998) fue un actor de cine, teatro y televisión estadounidense. Con una carrera que abarcó siete décadas y más de cien producciones, entre sus trabajos más reconocidos se encuentra el del indigente en la película Groundhog Day (1993).

## Vida y carrera
Se graduó en la Goodman School of Drama de la Universidad DePaul y en el Chicago Art Theatre. Durante la Gran Depresión, participó en veintiún producciones del Proyecto de Teatro Federal, con E. G. Marshall y John Huston.
Conoció a su esposa, la actriz Beverly Younger, mientras trabajaban en el Blackstone Theater en 1937 en la obra The Straw de Eugene O'Neill. Más tarde volvieron a actuar juntos en la serie de televisión Studs' Place (1950). Tuvieron cuatro hijos. Fue abuelo de la actriz Cathy Podewell.
Además de enseñar actuación, Podewell partició en obras de teatro de Chicago, su ciudad natal, como Fool for Love de Sam Shepard en la Steppenwolf Theatre Company. Durante la década de 1980, actuó en una serie de obras de un acto de Tennessee Williams.
Su papel más reconocido en el cine fue como un anciano indigente en la comedia fantástica Groundhog Day (1993), junto a Bill Murray. También formó parte del reparto de cintas como Meet the Applegates (1990) y Only the Lonely (1991).
Murió el 19 de noviembre de 1998 en Evanston, como consecuencia de un accidente cerebrovascular sufrido en agosto de ese año.